# Porcellio expansus
Porcellio expansus es una especie de crustáceo isópodo terrestre de la familia Porcellionidae. Mide unos 3 cm de largo.

## Distribución geográfica
Son endémicos del noreste de la España peninsular, y se pueden encontrar todo el año en zonas rocosas.